# Кильес, Поль
Поль Кильес (фр. Paul Quilès; 27 января 1942, Сен-Дени-дю-Сиг, Французский Алжир — 24 сентября 2021, Париж) — французский политик, член Социалистической партии, министр внутренних дел (1992—1993).

## Биография
Родился 27 января 1942 года в Сен-Дени-дю-Сиг (Французский Алжир), сын подполковника Рене Кильеса и учительницы Одетт Тиро (Odette Tyrode). Учился в лицее имени маршала Лиоте в Касабланке, а также в парижских лицеях — Шапталя и Людовика Великого; в 1961 году окончил Политехническую школу. С 1964 по 1978 год работал инженером, в основном на предприятиях корпорации Shell.

### Политическая карьера
С 1978 по 2007 год являлся депутатом Национального собрания Франции последовательно с шестого по двенадцатый созыв, но ввиду привлечения к работе в правительстве прерывал мандат с 1983 по 1986 и с 1988 по 1993 годы.
В 1981 году руководил президентской кампанией Франсуа Миттерана, с 1983 по 1992 год являлся депутатом Парижского Совета, с 1997 по 2002 год возглавлял Комиссию Национального собрания Франции по национальной обороне и Вооружённым силам.

### Деятельность в правительствах социалистов
С 1974 по 1975 год входил в Социально-экономический совет Социалистической партии, с 1979 по 1983 год являлся национальным секретарём Соцпартии, курируя организационную работу. В октябре 1983 года получил портфель министра градостроительства и жилищного хозяйства в третьем правительстве Пьера Моруа, в 1984 году назначен министром транспорта в правительстве Лорана Фабиуса.
20 сентября 1985 года вступил в должность министра обороны в правительстве Фабиуса после скандальной отставки Шарля Эрню, вызванной раскрытием причастности французских спецслужб к подрыву в новозеландском порту судна Гринпис «Rainbow Warrior». 20 марта 1986 года ушёл вместе со всем правительством в отставку, сопровождаемый обвинениями прессы в саботировании расследования незаконных действий военных.
В 1988 году вернулся в правительство, занимая в двух кабинетах Мишеля Рокара до 1991 года должность министра почт, телекоммуникаций, защиты морских и озёрных прибрежных зон. В этот период была проведена через парламент и стала осуществляться реформа организации почтовой, телеграфной и телефонной связи.
С 10 мая 1991 по 2 апреля 1992 года занимал в правительстве Эдит Крессон должность министра инфраструктуры, жилищного хозяйства, транспорта, защиты морских и озёрных прибрежных зон (с июня 1991 года курировал также туристическую отрасль).
2 апреля 1992 года при формировании правительства Береговуа получил портфель министра внутренних дел и общественной безопасности и сохранял его за собой весь срок полномочий кабинета до 29 марта 1993 года.

### После ухода из правительства
Начиная с 1995 года четырежды избирался мэром города Корд-сюр-Сьель, но в октябре 2019 года объявил об отказе от участия в следующих муниципальных выборах.
В 2007 году вошёл в число инициаторов объединения ряда представителей Социалистической и Коммунистической партий под названием «Левое будущее», призванного сформулировать современное представление о ценностях левого движения.
С мая 2016 года являлся президентом организации «Инициативы по ядерному разоружению», которую основал совместно с Бернаром Норленом, Жан-Мари Колленом и Мишелем Дреном.
Умер от рака 24 сентября 2021 года в возрасте 79 лет в Париже.